# Palais des Colonies
Le palais des Colonies (en néerlandais : Koloniënpaleis), ou depuis 2018 le palais d'Afrique ou le palais de l'Afrique (en néerlandais : Afrikapaleis), est un édifice de style néo-classique datant de la fin du règne du roi Léopold II, situé dans le Parc de Tervueren dans la province du Brabant flamand en Belgique. C'est l'un des bâtiments faisant partie du musée royal de l'Afrique centrale, et qui abrite des bureaux, des réserves, des salles de cours ainsi qu'une salle de réception.

## Localisation
Le palais est situé au bout de l'avenue de Tervueren et de l'avenue des Palais, à 400 m à l'ouest du musée royal de l'Afrique centrale à Tervuren dont il constitue une dépendance.

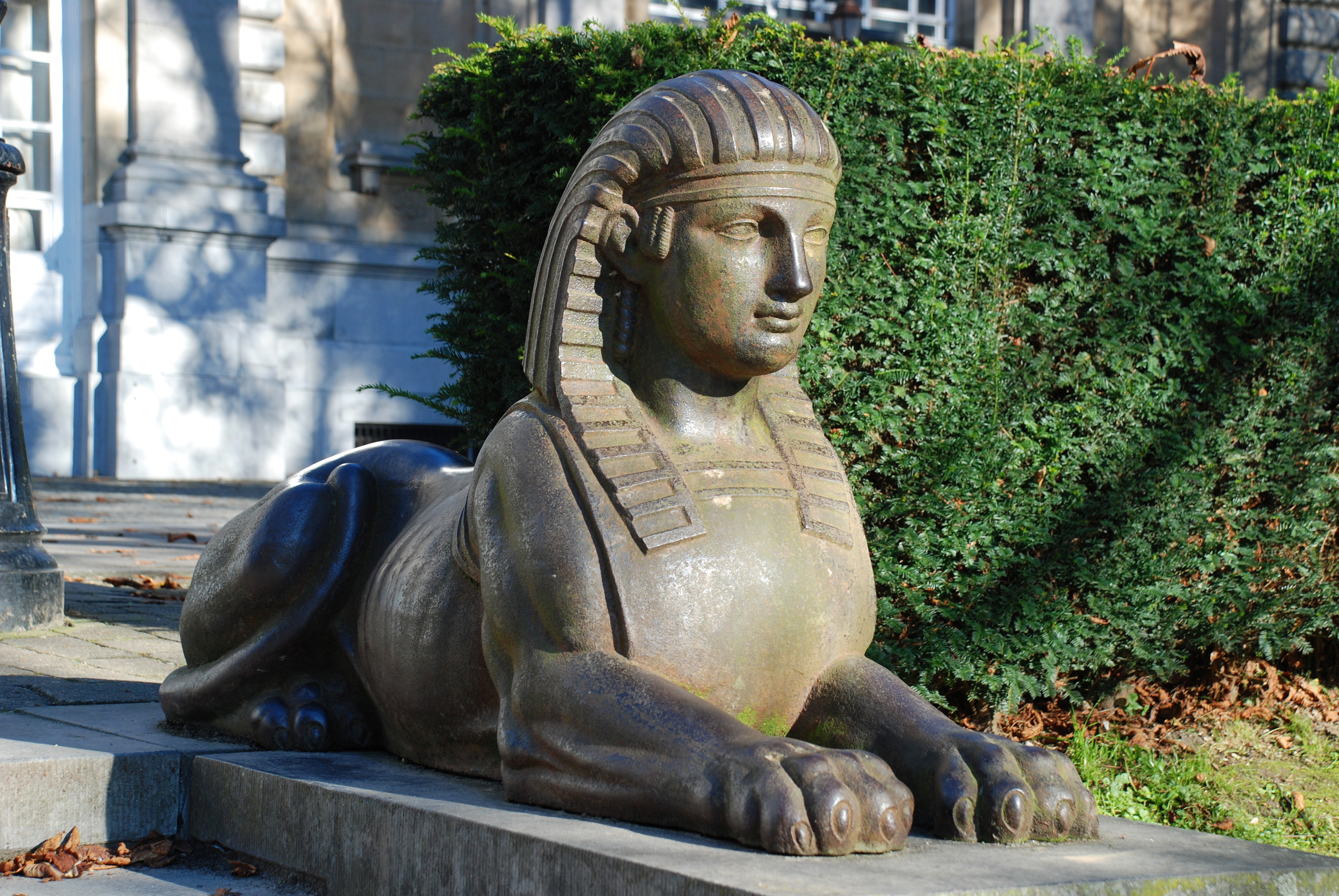
Un des sphinx bordant l'escalier.

## Historique
Lors de l'indépendance de la Belgique en 1830, l'ensemble du parc de Tervueren est détenu par l'État Belge, dont un pavillon construit par Guillaume d'Orange. En 1853, le roi Léopold Ier donne le domaine à son fils aîné et héritier du trône, Léopold II. Sous sa supervision, le parc de Tervueren se développe. Charlotte de Belgique, la sœur de Léopold II, veuve de l'empereur du Mexique, y réside ensuite jusqu'à l'incendie du pavillon en 1879.

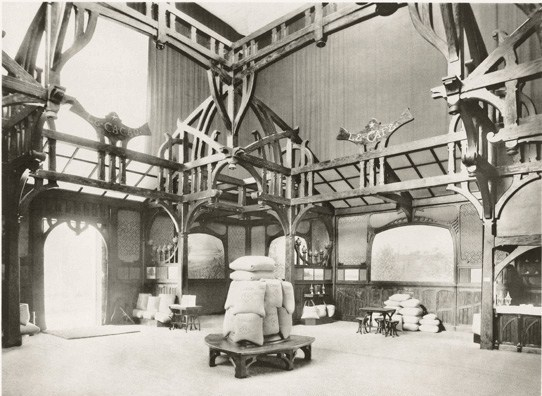
Salon des grandes cultures, pris en 1897

En marge de l'Exposition internationale de Bruxelles de 1897, le roi Léopold II organise à Tervuren (à l'est de Bruxelles) une exposition destinée à montrer les débouchés offerts par l'État indépendant du Congo, qui est alors sa propriété privée.
Cette exposition coloniale, divisée en quatre sections dont la conception est confiée respectivement à Paul Hankar, Georges Hobé, Henry Van de Velde et Gustave Serrurier-Bovy, se tient dans le « palais des Colonies » que le roi fit ériger dans le domaine royal de Tervuren par l'architecte Alfred-Philibert Aldrophe à l'emplacement de l'ancien pavillon de Guillaume d'Orange.
Vu son succès, l'exposition sur le Congo devient permanente mais elle déménage en 1910 vers un bâtiment plus grand que le roi fait ériger par Charles Girault entre 1905 et 1910 en vue de l'Exposition internationale de Bruxelles de 1910, l'actuel musée royal de l'Afrique centrale.
En 2018, le palais des Colonies change de nom pour devenir le palais d'Afrique ou palais de l'Afrique,.

## Architecture

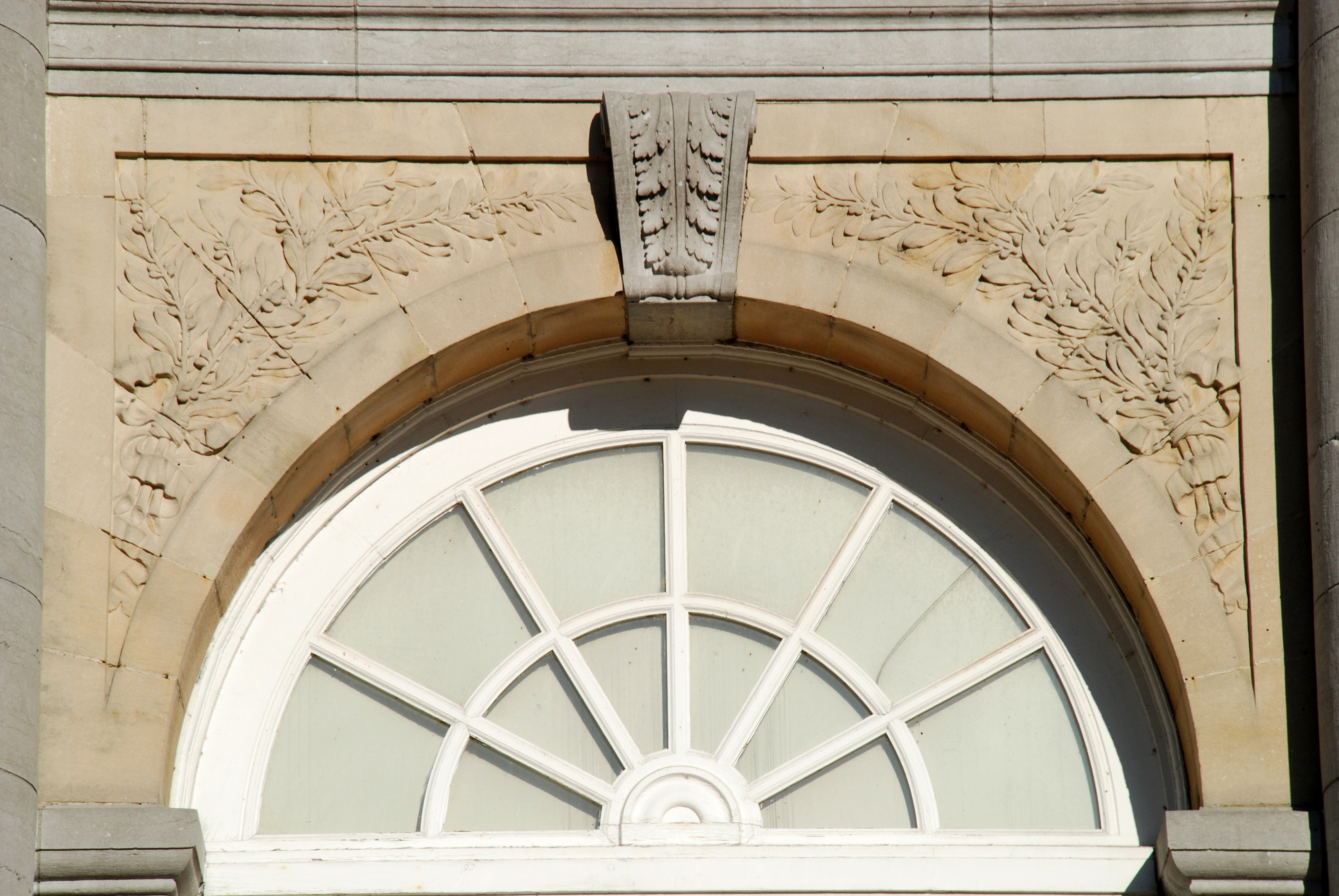
Imposte surmontée d'une clé à feuilles d'acanthe
et à écoinçons ornés de feuilles de laurier.

### Structure
Le palais est constitué d'une aile centrale de forme rectangulaire comptant sept travées et de deux ailes latérales de forme carrée comptant chacune trois travées (auxquelles il faut ajouter deux ailes modernes en briques rouges situées au nord-est et au sud-est).
Ses façades présentent une polychromie résultant de la combinaison de la pierre bleue et de la pierre blanche, renforcée par la couleur blanche des boiseries.
L'édifice, précédé d'un escalier bordé de statues de sphinx égyptiens et d'une esplanade pavée, est surmonté sur toute sa longueur d'un entablement lisse orné de triglyphes à gouttes, qui supporte une corniche en forte saillie surmontée d'une balustrade.

### L'aile centrale
L'aile centrale de sept travées est dominée par un corps central en saillie, précédé d'un escalier et bordé de bossages plats à lignes de refend. 
Ce corps central compte trois travées délimitées par des colonnes d'ordre colossal surmontées de chapiteaux ioniques agrémentés de guirlandes. Ces colonnes supportent l'entablement et un grand fronton triangulaire.
Le corps central est prolongé par quatre travées (deux à gauche et deux à droite) de structure similaire, les colonnes étant remplacées par des pilastres plats.
Au niveau de ces sept travées, le rez-de-chaussée est percé de grandes portes-fenêtres aux baies d'imposte semi-circulaires surmontées d'une clé à feuilles d'acanthe et à écoinçons ornés de feuilles de laurier, tandis que l'étage est percé de fenêtres rectangulaires à croisillons.

### Les ailes latérales
Les ailes latérales néo-classiques, au plan carré de trois travées sur trois, présentent une structure assez différente. Si on y retrouve les bossages plats à lignes de refend, les pilastres à chapiteaux ioniques, l'entablement, la corniche saillante et la balustrade, les baies sont par contre totalement différentes.
La travée centrale est percée d'une petite porte surmontée d'une énorme fenêtre cintrée à impostes saillantes, arc mouluré et clé d'arc en pierre bleue dont les écoinçons sont frappés du monogramme de Léopold II constitué de deux lettres L disposées symétriquement.
Les travées latérales, quant à elles, sont ornées, au rez-de-chaussée, d'une niche cintrée et, à l'étage, d'un cartouche ovale lisse entouré d'une guirlande de laurier et de rubans.

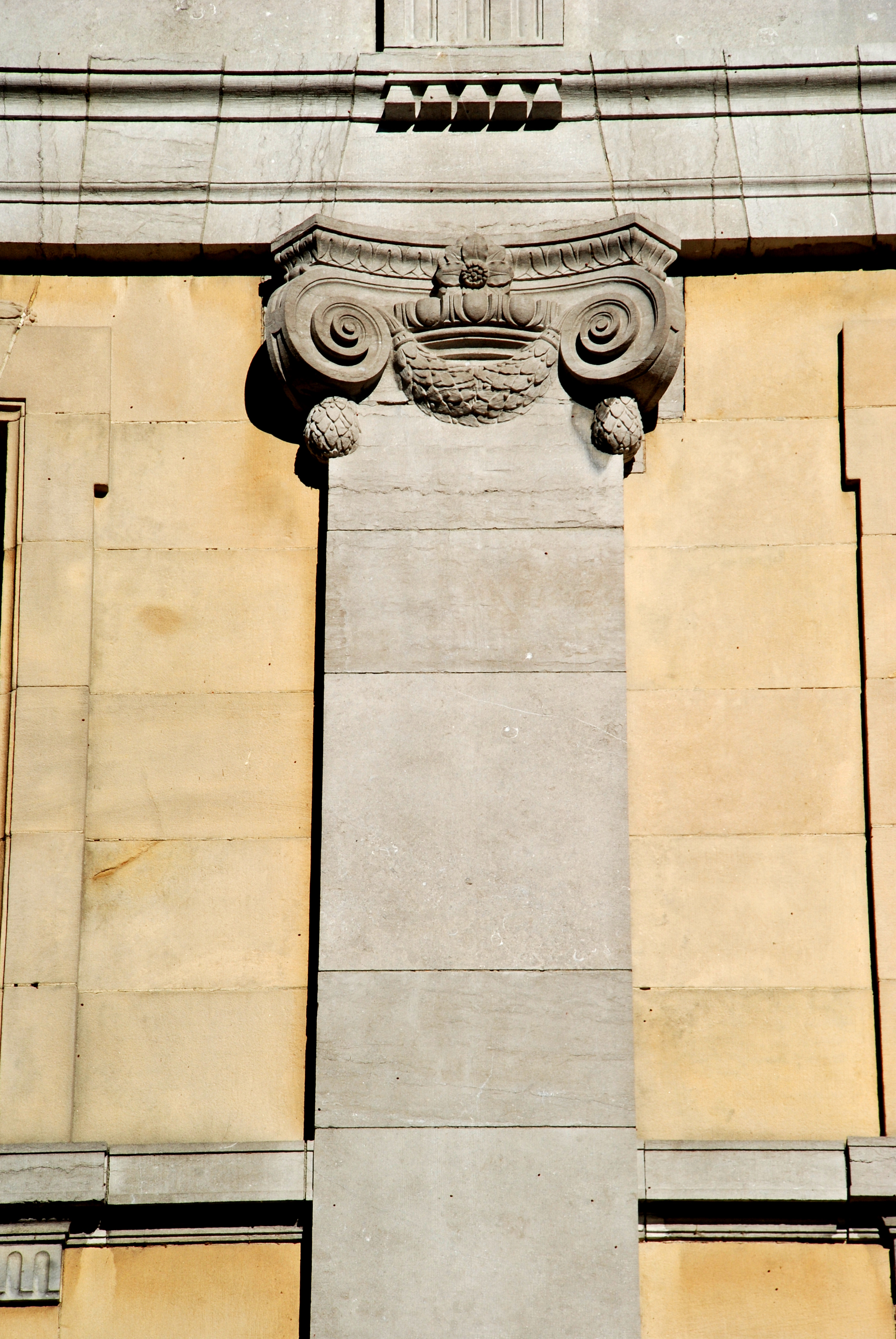
Pilastre de l'aile latérale gauche.
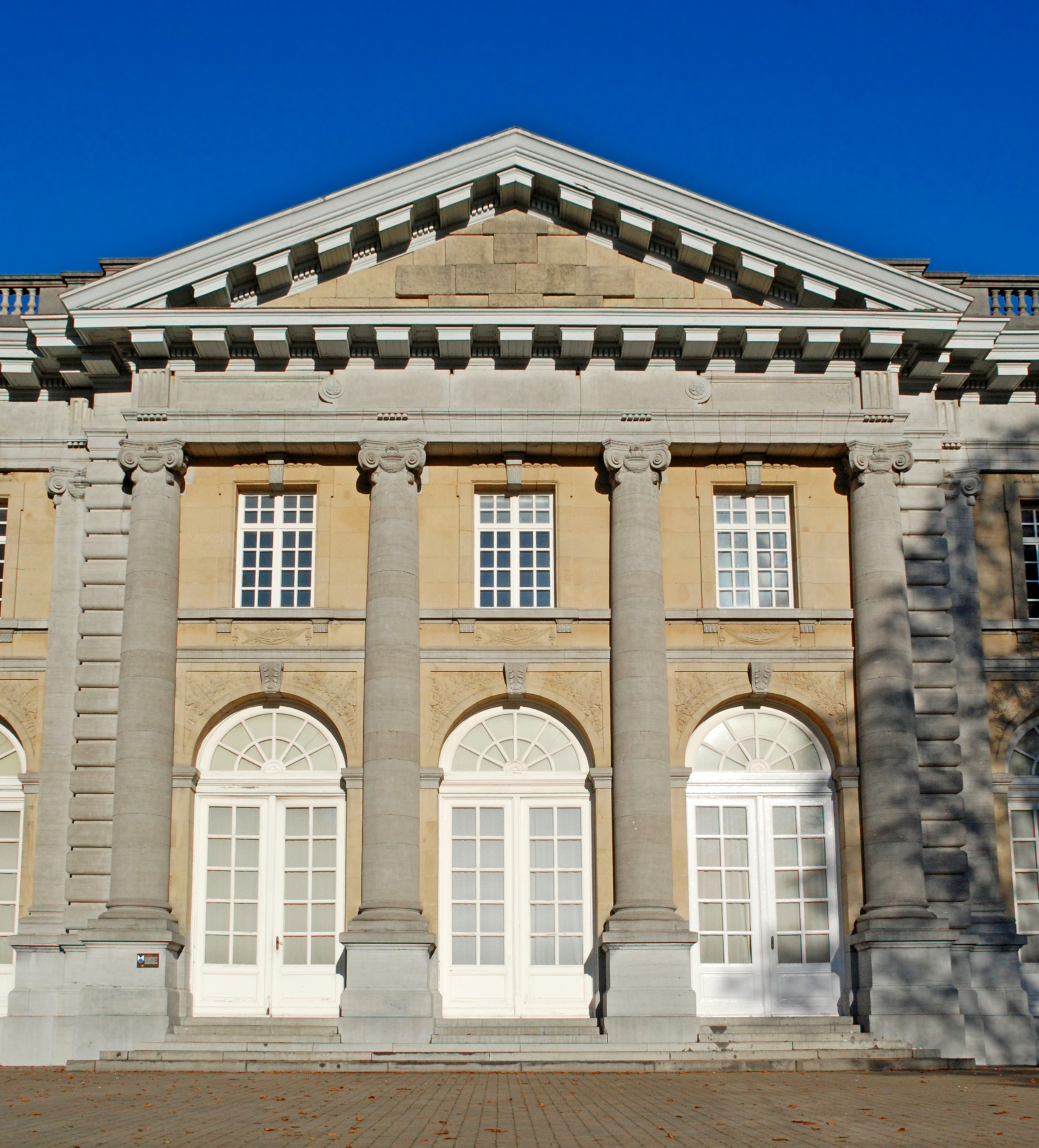
L'aile centrale.
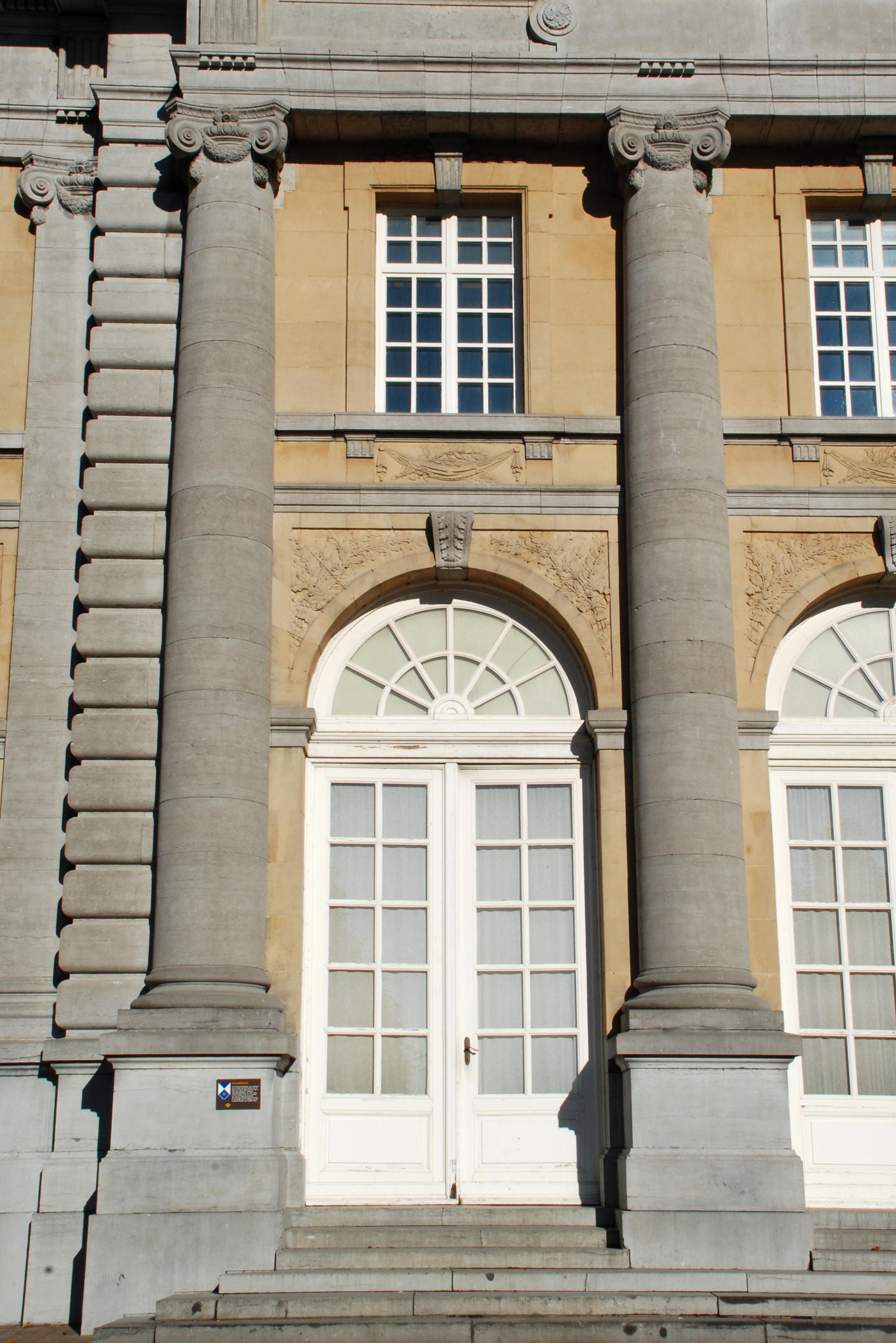
Colonnes de l'aile centrale.

## Sculptures extérieures

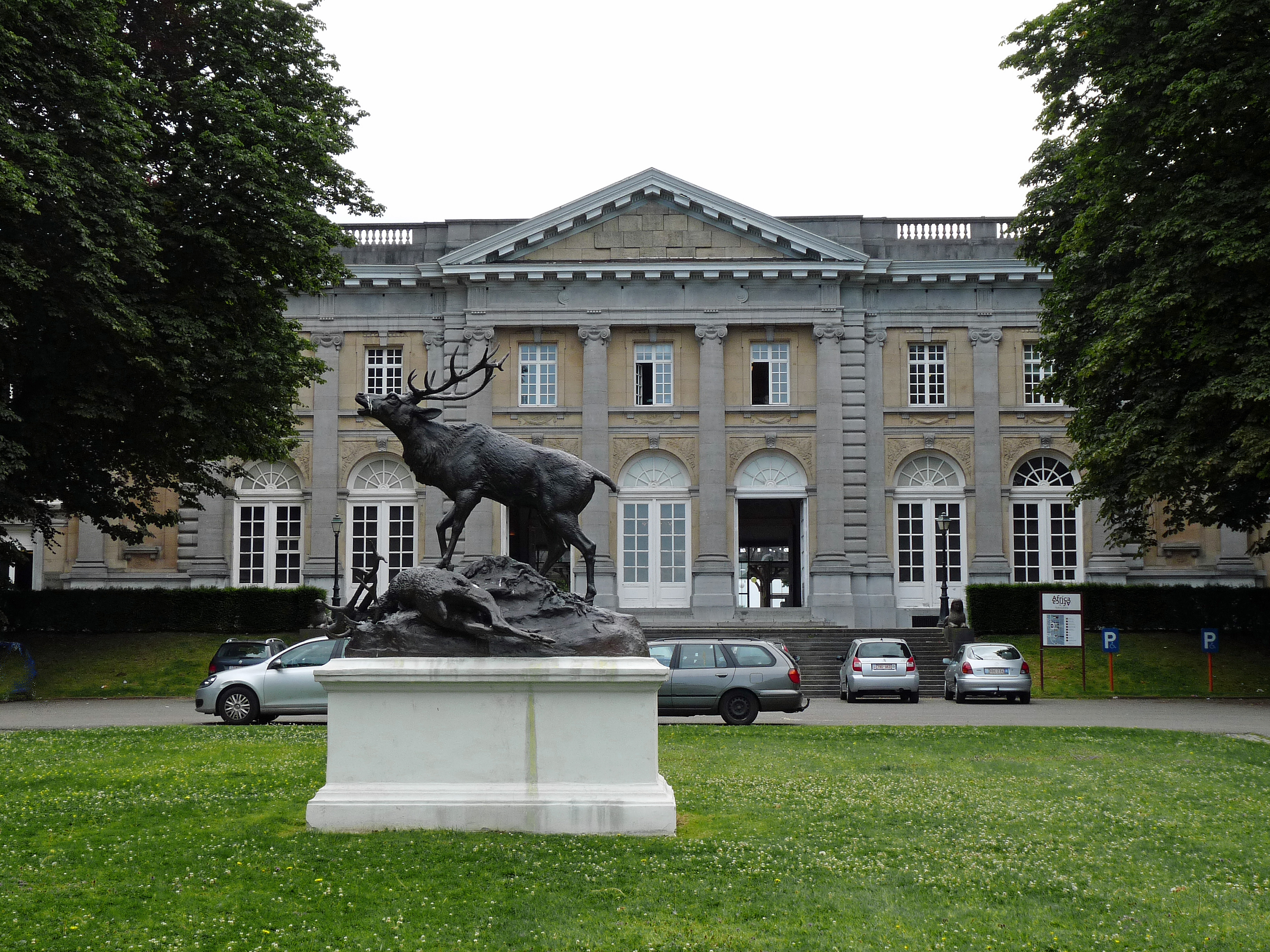
Sculpture de Charles Vicomte du Passage.

Devant le palais, au bout de l'avenue des Palais, se dresse une sculpture animalière de Charles, vicomte du Passage intitulée Après le combat et représentant un cerf bramant. Cette statue, qui se trouvait à cet emplacement depuis 1893, était très endommagée par la rouille et le gel et a été remplacée par une réplique en bronze en 2010.
À l'arrière se dresse la statue de Civilis, un chef batave qui s'est révolté contre les Romains. L'original en calcaire de Valenciennes sculpté par Jean-Louis Van Geel, très abîmé par les intempéries et par des actes de vandalisme, a été remplacé par une copie en 2013,.